# Filippo Grandi
Filippo Grandi, född 1957 i Milano, är en italiensk diplomat som framför allt har varit verksam inom Förenta nationerna (FN). Han är sedan 1 januari 2016 flyktingkommissarie och chef för UNHCR.
Grandi inledde sin karriär på UNHCR 1988 och hade uppdrag i bland annat Sudan, Syrien, Turkiet, Irak, Kenya, Benin, Ghana, Liberia, Jemen och Kongo-Kinshasa. Han tjänstgjorde som ställföreträdare för generalsekreterarens särskilde representant i FN:s stöduppdrag i Afghanistan (UNAMA) 2004-2005. Därefter var han verksam inom FN:s hjälporganisation för Palestinaflyktingar (UNRWA), från 2005 som ställföreträdande generalkommissarie och 2010-2014 som generalkommissarie. 